# Kūh-e Gūgerd
Kūh-e Gūgerd (persiska: كوه گوگرد, گوگِرد رَنگ) är en bergskedja i Iran.   Den ligger i provinsen Semnan, i den centrala delen av landet, 160 km sydost om huvudstaden Teheran.